# Focke-Wulf
Focke-Wulf Flugzeugbau AG foi uma fábrica alemã de aviões que produziu aeronaves militares durante a Segunda Guerra Mundial.
Fundada em 1 de janeiro de 1924 por Henrich Focke, George Wulf e o Dr. Werner Naumann, a empresa operava em um hangar do Aeroporto de Bremen, onde eram desenvolvidos aviões leves e de transportes. O grande acontecimento na história inicial da empresa ocorreu no dia 1 de novembro de 1931, data em que o Diploma Ingenieur (Engenheiro Certificado) Kurt Waldemar Tank assumiu a Diretoria do Departamento de Design. Sua experiência no projeto de aviões era ampla, tendo trabalhado para Rohrbach e a Bayerische Flugzeug AG em Augsburg, sob o comando do Prof. Willy Messerschmitt.
Em 1938, a famosa piloto de teste do Terceiro Reich, Hanna Reitsch, demonstrou em Berlim uma grande inovação da fabricante alemã: o Focke-Wulf Fw 61, primeiro helicóptero totalmente controlável. No entanto, a aeronave mais bem-sucedida da Focker-Wulf AG foi o avião de caça Focke-Wulf Fw 190, que é considerado um dos principais caças da força aérea alemã durante a Segunda Guerra Mundial, operando, ao lado do Messerschmitt Bf 109, em todos os teatros aos quais a Luftwaffe esteve presente.
Wulf morreu em 29 de setembro de 1927, testando um de seus modelos.

## Brasil
Em 1953, o cearense Casimiro Montenegro Filho, na época tenente-coronel da Força Aérea Brasileira, convida o engenheiro aeronáutico e fundador da Focke-Wulf em Bremen, o alemão Henrich Focke e seus engenheiros, para que atuassem no antigo Centro Técnico Aeroespacial (CTA). Isto ocorre após Montenegro tomar conhecimento dos projetos inovadores que esses engenheiros vinham realizando na Alemanha.
São considerados os precursores da Embraer o antigo Centro Técnico Aeroespacial (CTA), que em 30 de abril de 2009 passou a ser denominado Departamento de Ciência e Tecnologia Aeroespacial (DCTA), e o Instituto Tecnológico de Aeronáutica (ITA). Ambas as instituições foram criadas, respectivamente em 1946 e 1950, por Casimiro Montenegro.

## Galeria
|  |  |  |  |